# Ceromya buccalis
Ceromya buccalis là một loài ruồi trong họ Tachinidae.